# Архелох
Архелох (др.-греч. Ἀρχέλοχος) — в Илиаде сын Антенора, вместе со своим братом Акамантом и Энеем он командовал дарданами в битвах на стороне троянцев. Архелох был убит Аяксом Теламонидом.
Во время одного из сражений, Аякс бросил дротик в Панфоида, но тот увернулся, и дротик поразил Архелоха. В Tabula iliaca имеется изображение, которое, согласно подписи, представляет сцену гибели Архелоха от дротика Аякса.